# Skönstavik

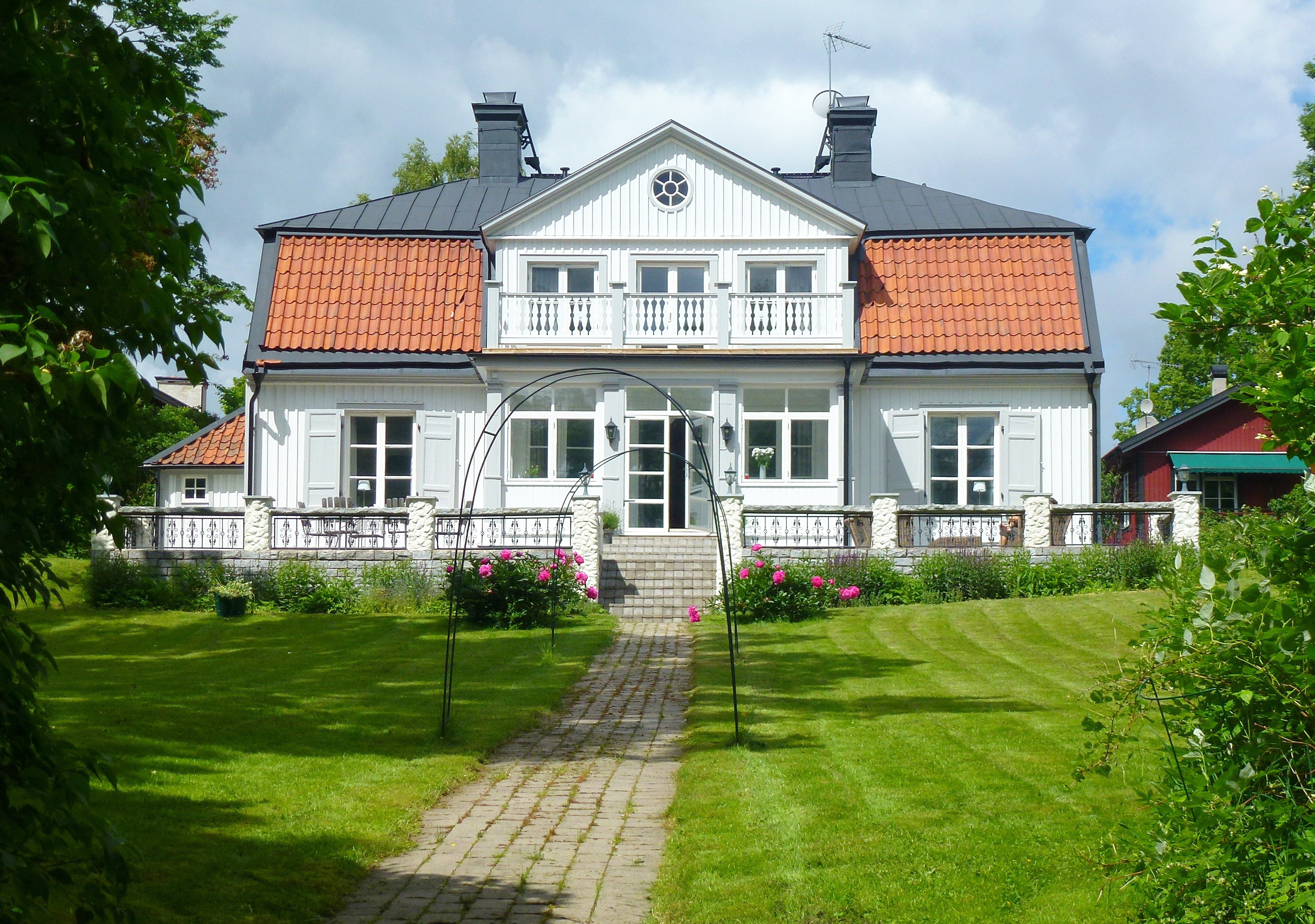
Skönstaviks huvudbyggnad, juni 2015.

Skönstavik var en tidigare gård och torp beläget vid dagens Skönstaviks allé 35 och 37 i stadsdelen Sköndal i södra Stockholm. Huvudbyggnaden uppfördes troligen i slutet av 1700-talet och är idag privatbostad. Enligt Stockholms stadsmuseum utgör gårdarna Skönstavik med intilliggande Sköndalsbro och Stora Sköndal ett ”betydelsefullt inslag i stadslandskapet”.

## Historik

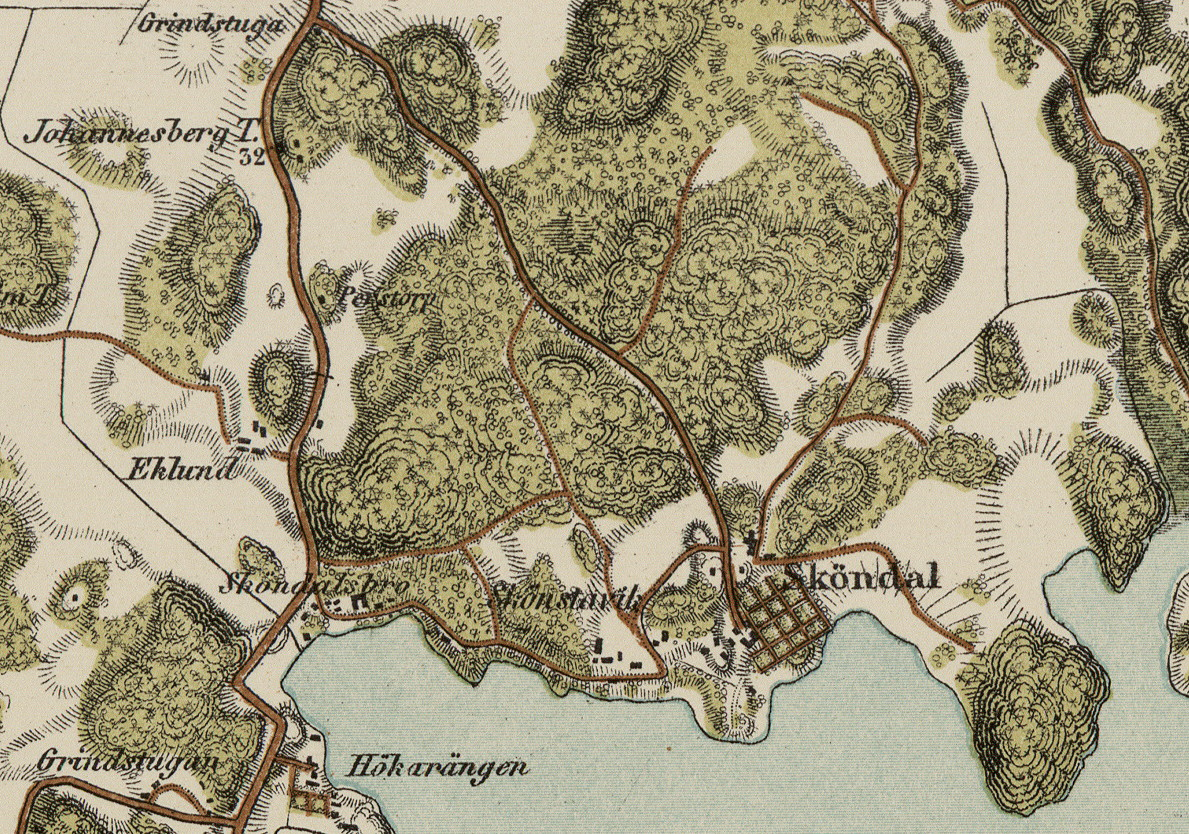
Gårdarna Skönstavik, Stora Sköndal, Sköndalsbro och Eklund på 1860-talet.

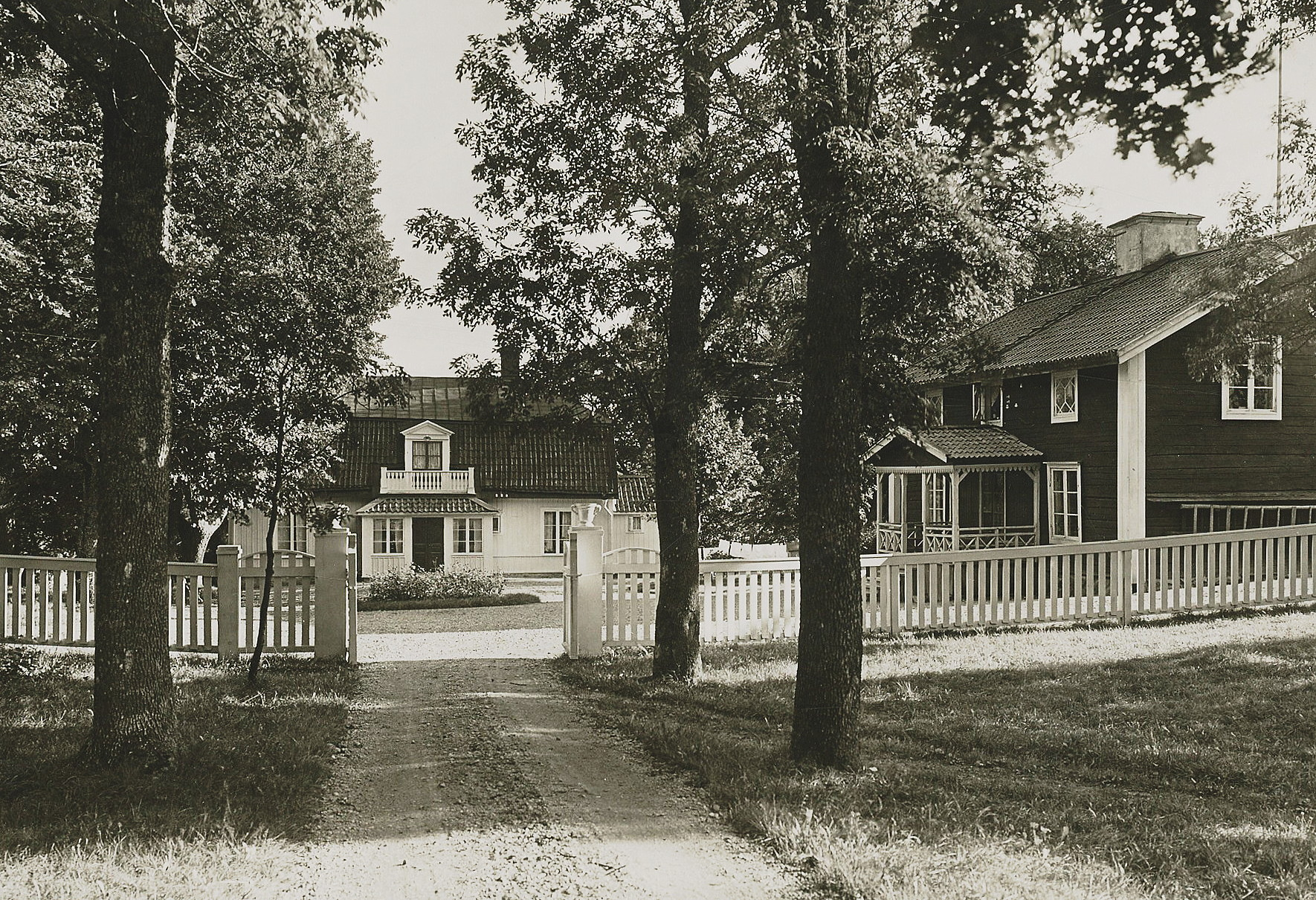
Skönstavik från norr, 1927. Rakt fram syns huvudbyggnaden och till höger flygeln.

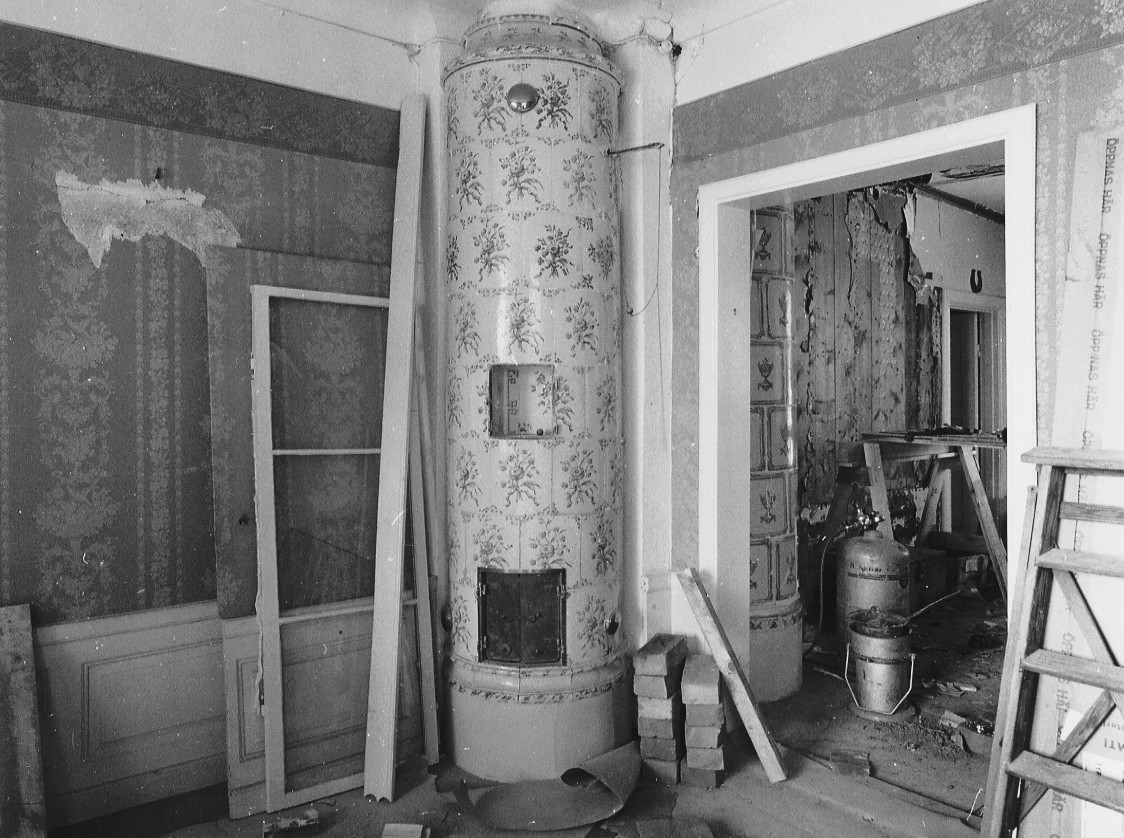
Renoveringen, 1959.

Skönstavik var ett av många torp som lydde under Stora Sköndal. Efterleden ”vik” syftar på husets läge vid en nordvästlig vik av sjön Drevviken mellan Stora Sköndal och Sköndalsbro. Av Skönstavik kvarstår idag två hus: den ursprungliga mangårdsbyggnaden och en fristående flygel från 1857, som var bostad för gårdens tjänstefolk. På tomten finns också en pittoresk brunnsöverbyggnad i trä från 1800-talets senare del som är hitflyttad. Kvar finns även gårdens jordkällare intill promenadvägen vid Drevviken samt rester av en brygga.
Huvudbyggnaden påminner i sitt utseende om  Sköndalsbros boningshus ”Sjövillan”. Det är troligt att båda uppfördes samtidigt, förmodligen då häradshövding J.M. Stridbeck förvärvade Stora Sköndal 1792. Kring sekelskiftet 1800 bodde konsul Jacob Röhl på Skönstavik och här föddes hans dotter konstnären Maria Röhl.
År 1860 avsöndrades Skönstavik från Stora Sköndal och stället ägdes av stadsmäklaren C.G. Hierzell. Då bestod egendomen, förutom huvudbyggnaden och  flygeln, av en spannmålsbod (från 1857), stall och ladugård (från 1858) samt ett antal uthus som vagnbod, loge och en grindstuga vid landsvägen mot Dalarö. Till stället hörde även backstugan Perstorp som gav nuvarande Perstorpsvägen sitt namn. Hierzell lät renovera huvudbyggnaden. Han behöll rumsindelningen liksom tre ”porcellainskakelugnar” i gustaviansk stil. Möjligtvis tillkom frontespisen och den öppna verandan på fasaden mot sjön vid detta tillfälle. 
I slutet av 1870-talet blev gravören G.A. Råström ägare till Skönstavik. Under första världskriget lät Råström modernisera huvudbyggnaden med bland annat badrum och centralvärme, samtidigt förändrades planlösningen. Vid den tiden bestod Skönstaviks lantegendom av området mellan dagens Perstorpsvägen och Sköndalsvägen samt längs Drevvikens strand. Gården skulle stanna i släkten i tre generationer och ännu 1938 bedrevs lantbruk av Råströms sonson Robert.
Under andra världskriget var beredskapssoldater inkvarterade i huset och därefter stod det obebott och förföll. På 1950-talet stadsplanerades området och marken ner mot Drevviken avsattes som kulturreservat. Stadsplanen vann laga kraft i maj 1958 och därefter bebyggdes sluttningarna kring Skönstavik med rad- och kedjehus.
År 1959 förvärvades Skönstavik av arkitekt Gösta Åbergh (död 2006) och hans hustru Eva (död 2005) som lät renovera huvudbyggnaden och återställda planens ursprungliga enkelhet samt bygga om flygeln till arkitektkontor. Under 1960-talet uppfördes även några nya förråds- och garagebyggnader som Åbergh hade ritat. Fram till januari 2007 ägdes fastigheten av Åberghs dödsbo som sålde den för fyra miljoner kronor. År 2008 blev flygelbyggnaden en egen fastighet (Skönstavik 2) och huvudbyggnaden (Skönstavik 3) genomgick ytterligare en renovering. Bland annat ändrades fasadernas tidigare gula kulör mot vit och den öppna verandan glasades in.

## Kulturhistorisk klassificering
Skönstavik ingår i ett kulturhistoriskt särskilt värdefullt område, utpekat i Stockholms översiktsplan. Fastigheten har år 2008 av Stockholms stadsmuseum grönklassats vilket innebär en "bebyggelse som är särskilt värdefull från historisk, kulturhistorisk, miljömässig eller konstnärlig synpunkt". Dessutom menar stadsmuseet att "Gården har ett stort upplevelsevärde och utgör ett viktigt historiskt dokument som ett exempel på den bevarade bebyggelsen från ytterstadens äldre agrara landskap. Med sin placering i nära anslutning till Dreviken skapas en helhetsmiljö av stor betydelse för stadsbilden."

## Bilder

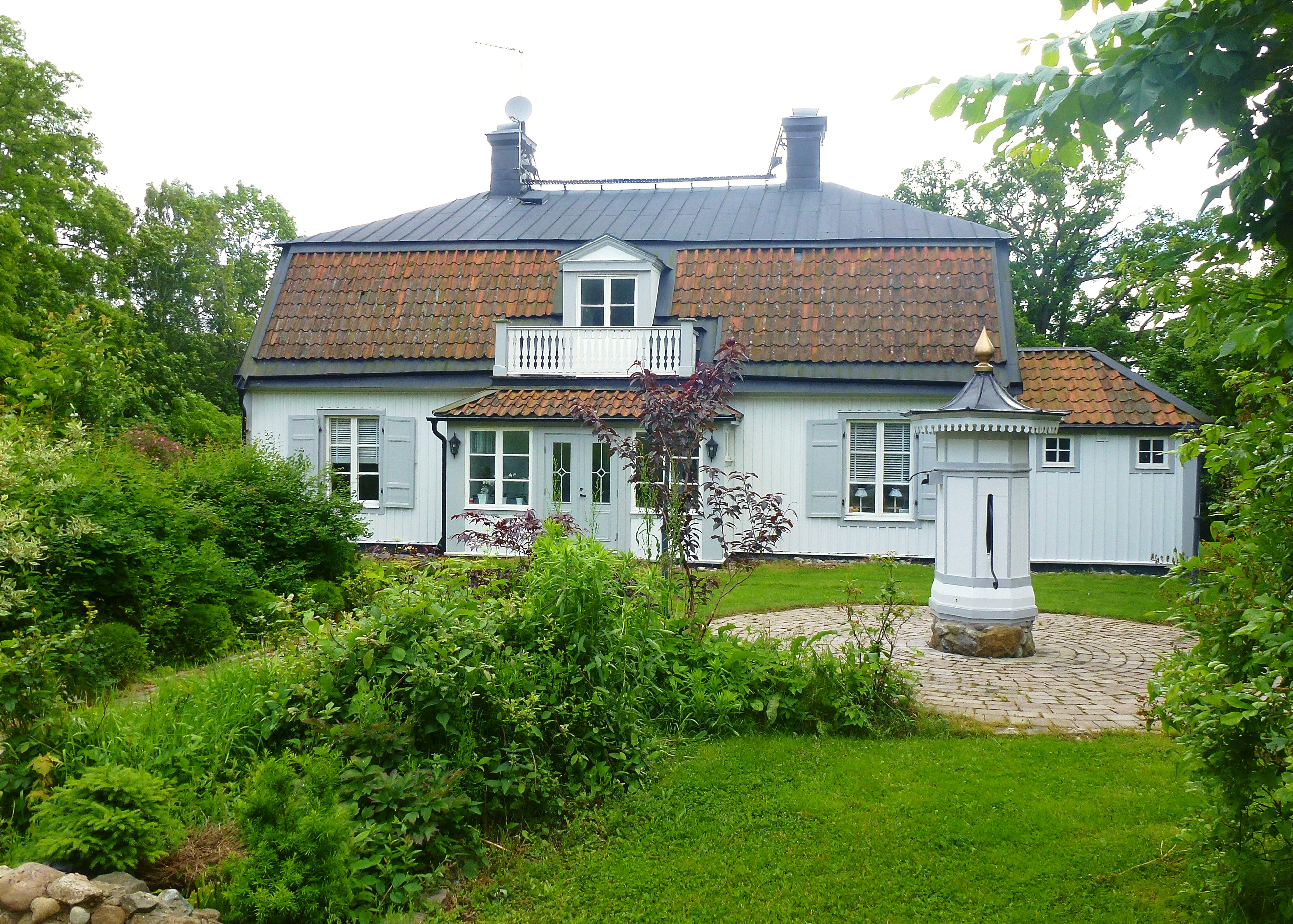
Huvudbyggnad mot norr
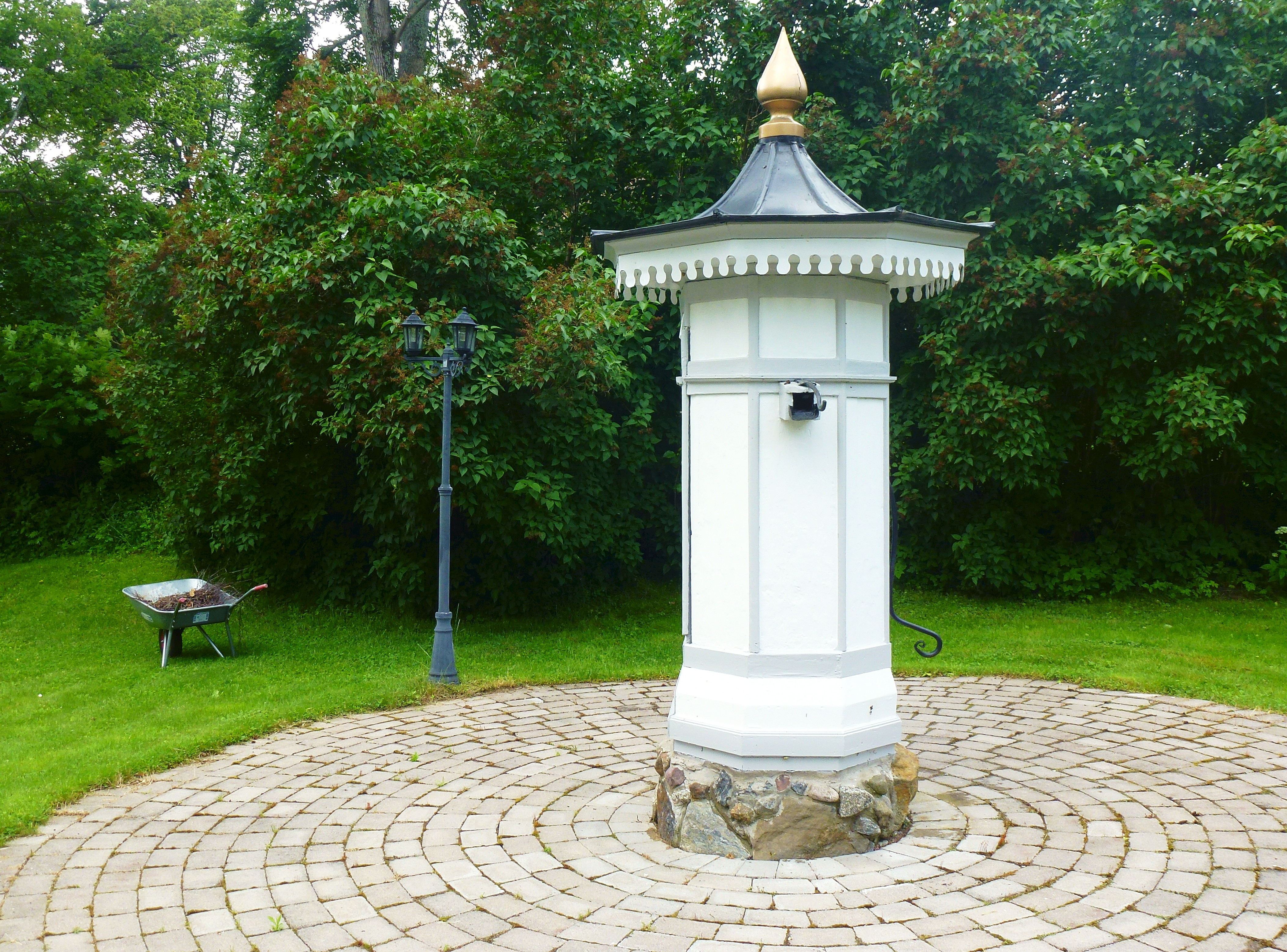
Brunnsöverbyggnaden
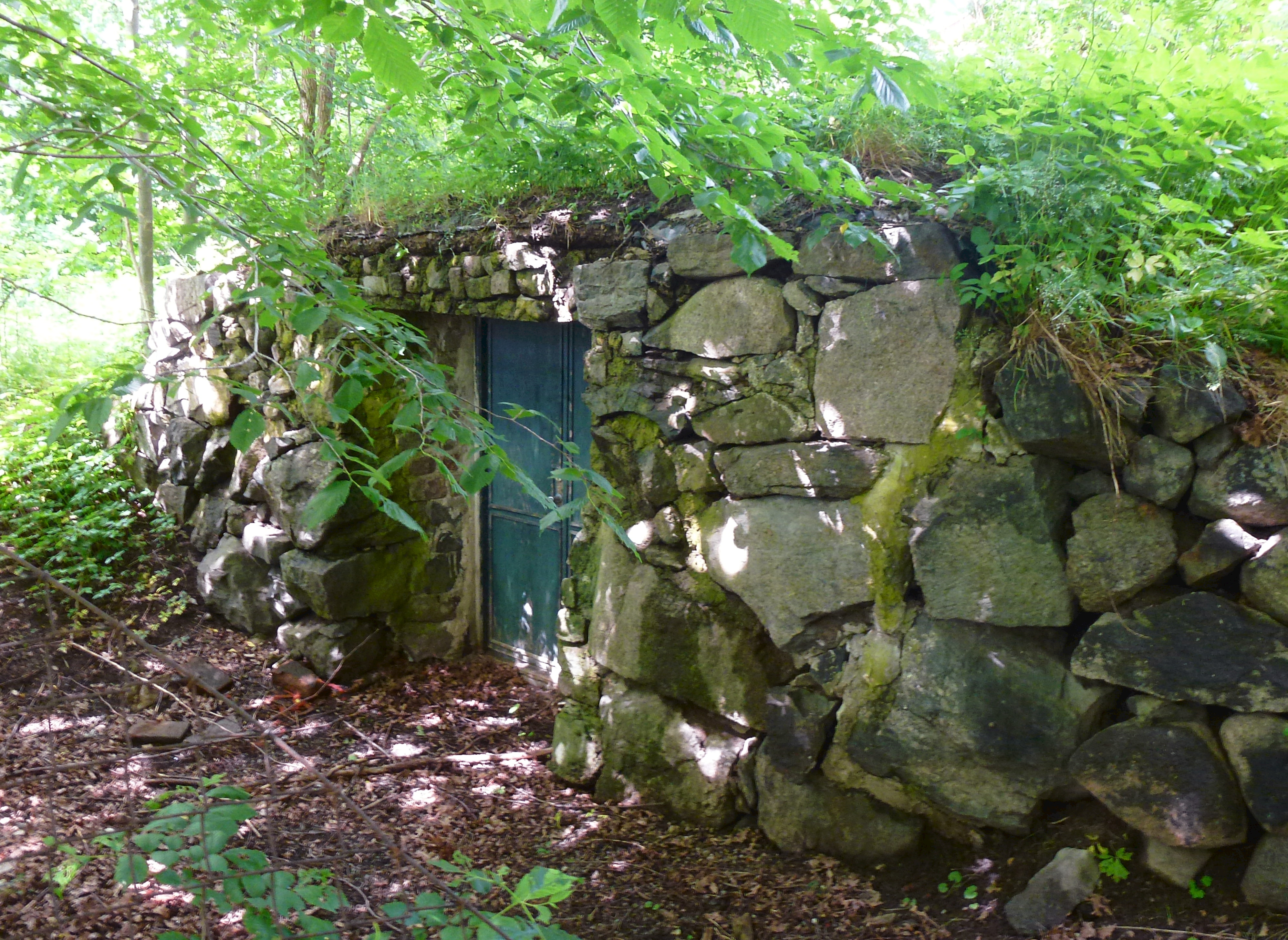
Gårdens jordkällare
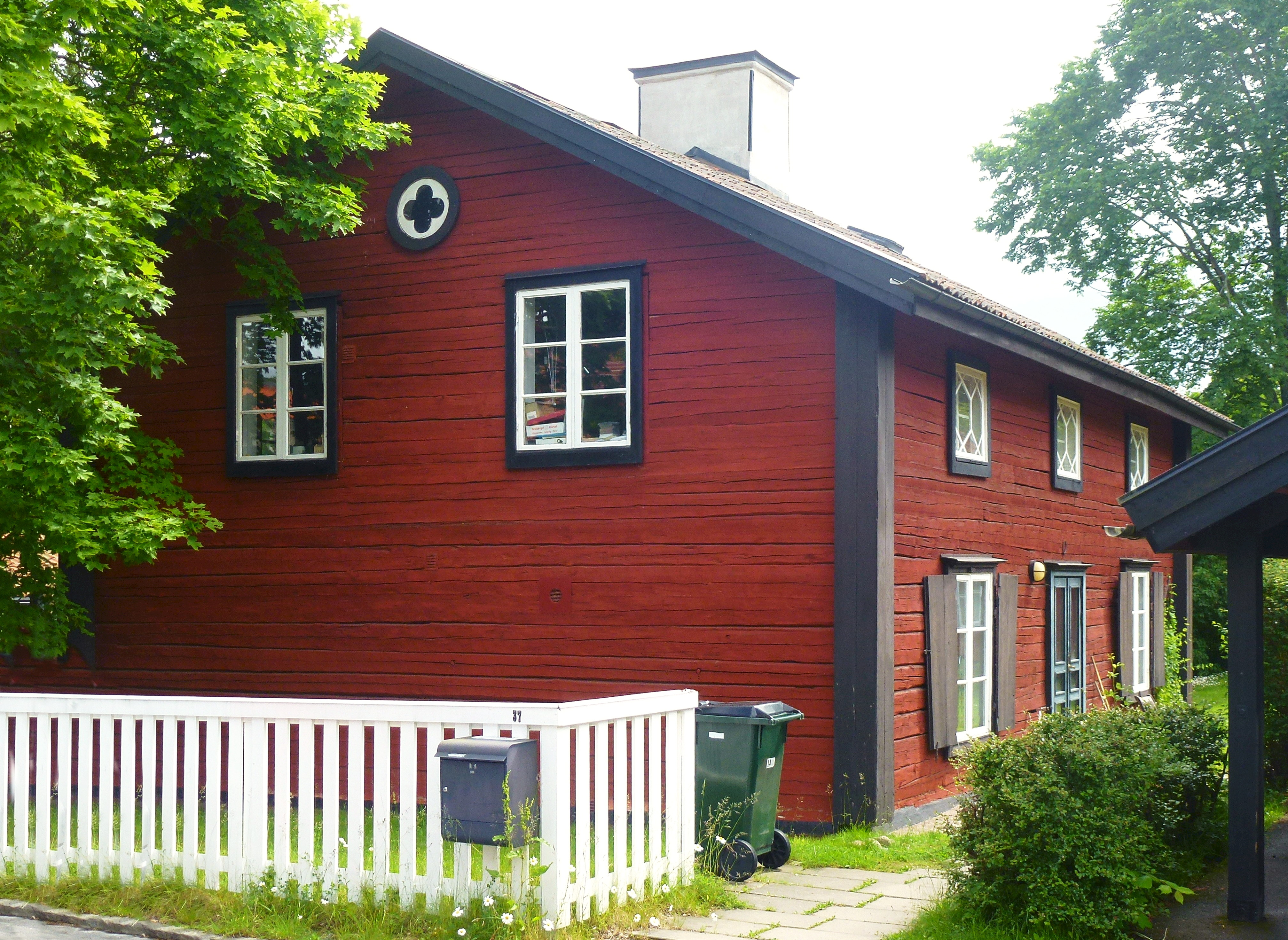
Flygelbyggnad mot norr